# 布切什鄉

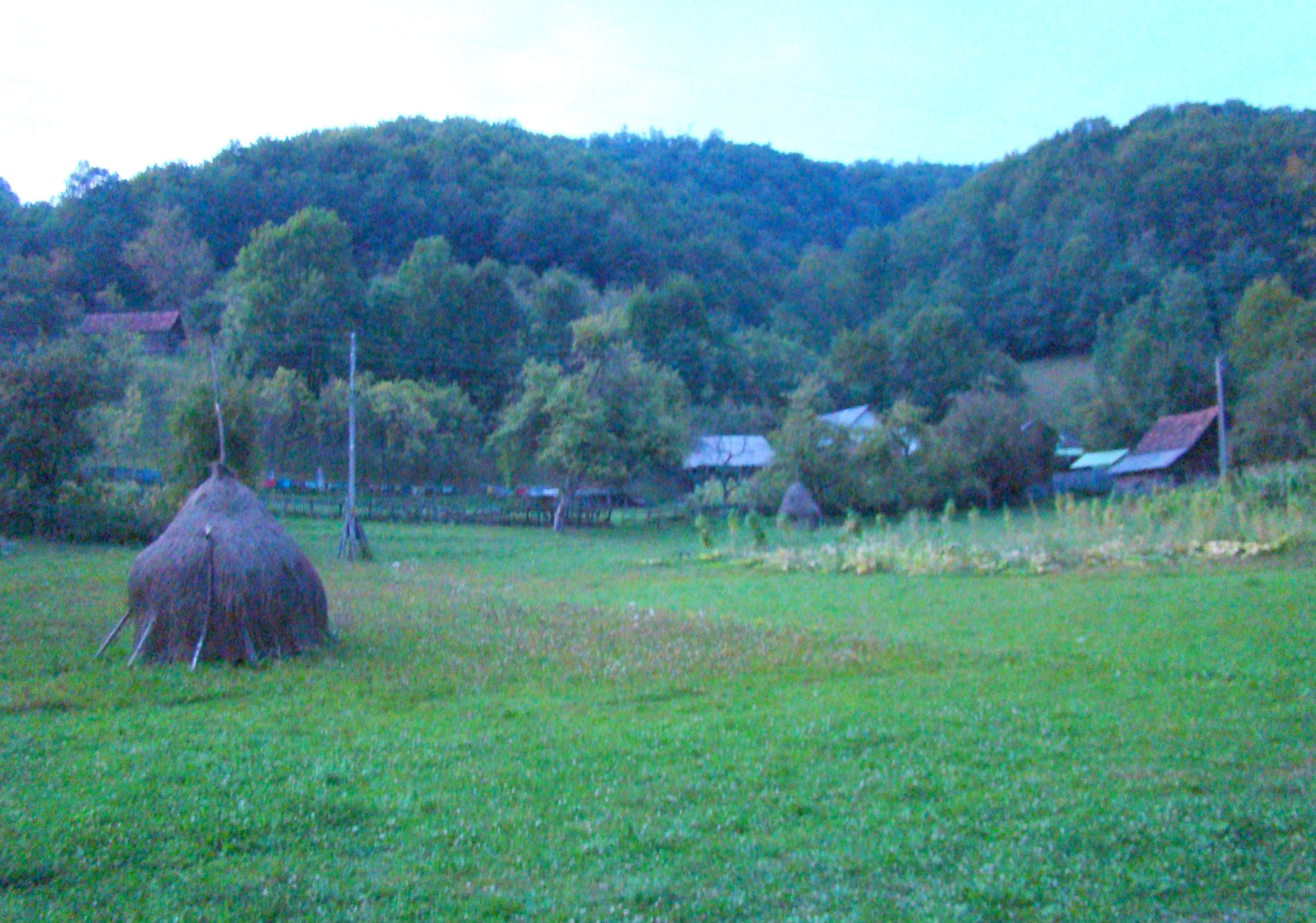

46°11′N 22°56′E / 46.183°N 22.933°E
布切什鄉（羅馬尼亞語：Comuna Buceș, Hunedoara），是羅馬尼亞的鄉份，位於該國西部，由胡內多阿拉縣負責管轄，面積129平方公里，海拔高度450米，2007年人口2,161，人口密度每平方公里17人。